# Жабоподібні риби
Жабоподібні риби (Batrachoididae) — родина променеперих риб, що належить до монотипного ряду Batrachoidiformes.

## Назва
Українська назва Жабоподібні риби та англійські назви toadfish, frogfish є калькою з латинської назви Batrachoidiformes. Свою назву ці риби отримали за свій зовнішній вигляд, що віддалено нагадує жабу: широкий рот з випнутою вперед нижньою щелепою і круглі опуклі очі.

## Поширення
Поширені риби-жаби у водах Тихого, Атлантичного та Індійського океанів, у Середземному морі. Влітку вони живуть на теплому мілководді, а на зиму переміщаються у глибші місця, де ведуть малорухливий спосіб життя.

## Морфологія
Ці риби не перевищують 35 см завдовжки. Тіло з великою широкою головою і стислим з боків хвостом. Шкіра гола, іноді з дрібними лусочками, покрита слизом. У деяких риб на тілі є численні (більше декількох сотень) світні органи — фотофори.
Рот великий, обрамлений передщелепною і верхньощелепною кістками. На щелепах є численні гострі зуби. Два спинні плавці: перший короткий, що складається з 2-4 товстих колючок, другий плавець довгий. Грудні плавці широкі, віялоподібні; в пазусі грудного плавця у деяких видів є своєрідна пора (отвір). Черевні плавці розташовані попереду грудних, на горлі, і містять одну колючку і два або три м'які промені.
Присутній плавальний міхур.

### Отруйність
Жабоподібні риби мають активно діючий отруйний апарат, що містить отруйні залози і головне знаряддя активного захисту — шипи на зябрових кришках (тонка порожниста кістка з отворами для отрути) і два товсті шипи на передньому спинному плавці. Отруйні залози розташовані не в борозенці шипа, як у багатьох інших отруйних риб, а біля основи гострих колючих пристроїв, отвір в яких є протокою для отруйного секрету.

## Спосіб життя
Головним чином морські, малорухливі, типово донні або придонні прибережні хижі риби. Населяють помірні і тропічні зони морів від мілководного узбережжя до глибини кількох сотень метрів. Зрідка можуть заходити в солонуваті води естуаріїв і в гирла річок, кілька видів є прісноводними. Живуть серед каменів і в заростях водоростей.
Риби-жаби добре відомі своєю здатністю «співати», зокрема, самці використовують плавальний міхур як пристрій для вироблення звуку для приваблення самок.

## Роди
До родини відносять понад 80 видів, що згруповані у 21 рід:
Ряд Batrachoidiformes
- Родина Batrachoididae
  - Підродина Batrachoidinae
    - Рід Amphichthys (2 види)
    - Рід Batrachoides (9 видів)
    - Рід Opsanus (6 видів)
    - Рід Potamobatrachus (один вид)
    - Рід Sanopus (6 видів)
    - Рід Vladichthys (один вид)

  - Підродина Halophryninae
    - Рід Allenbatrachus (3 види)
    - Рід Austrobatrachus (2 види)
    - Рід Barchatus (один вид)
    - Рід Batrachomoeus (5 видів)
    - Рід Batrichthys (2 види)
    - Рід Bifax (один вид)
    - Рід Chatrabus (3 види)
    - Рід Colletteichthys (3 види)
    - Рід Halobatrachus (один вид)
    - Рід Halophryne (4 види)
    - Рід Perulibatrachus (3 види)
    - Рід Riekertia (один вид)
    - Рід Triathalassothia (2 види)

  - Підродина Porichthyinae
    - Рід Aphos (один вид)
    - Рід Porichthys (14 видів)

  - Підродина Thlassophryininae
    - Рід Daector (5 видів)
    - Рід Thalassophryne (6 видів)